# Thống (địa tầng)
Một thống hay thống địa tầng trong địa tầng học là đơn vị hỗn hợp lý tưởng của hồ sơ địa chất được tạo ra từ sự kế tiếp của các lớp đá đã trầm lắng xuống cùng nhau trong phạm vi của một khoảng thời gian địa chất tương ứng (một thế địa chất), và được sử dụng để xác định niên đại các mẫu vật đối với thế địa chất tương ứng đó. Vì thế, thống là đơn vị của hồ sơ địa chất hoặc thạch trụ, ráp lại thành khối cùng nhau theo quy luật đè chồng và được ánh xạ vào thế tương ứng của chúng— một đơn vị thời địa tầng liên tục gắn liền hay một metric có liên quan mà ICS đã xác định như là niên đại vững chắc cho các thiết lập trong niên đại địa chất. Vì vậy, một thống là đơn vị của thời địa tầng, không liên quan tới thạch địa tầng, trong đó người ta phân chia các lớp đá theo tính chất thạch học của chúng. Các thống là đơn vị phân chia của hệ địa tầng và chính chúng lại được phân chia thành các bậc (hay tầng động vật).
Thống là thuật ngữ định nghĩa một đơn vị các lớp đá được hình thành trong một khoảng thời gian nhất định; về mặt lý thuyết nó là tương đương với thuật ngữ thế trong địa chất học, cũng là đơn vị được định nghĩa như là một khoảng thời gian, nhưng không giống như thế địa chất là sự liên tục của khoảng thời gian, thống tại nhiều khu vực có thể bị đứt đoạn hay không hoàn chỉnh do các lực địa chất có thể tạo ra các phay nghịch hay thuận tại khu vực, bẻ cong cảnh quan và làm lộ thiên các đặc trưng địa hình khi lớp đá tích lũy bị phong hóa hay ngược lại. Hồ sơ đá tổng thể đã được tạo dựng lên theo từng mẩu nhỏ trong suốt mỗi thống hay bậc tự nhiên, sử dụng quy luật đè chồng, và được xử lý trong thực tế như là một thạch trụ lớn và liên tục, tổng thể của nó là khớp với thế địa chất tương ứng. Vì lý do này, hai thuật ngữ thống và thế đôi khi bị dùng lẫn lộn và gây bối rối trong các văn bản không chính thức.

## Thống trong niên đại địa chất
Thang phân vị địa tầng quốc tế có mọi hệ trong liên giới Hiển sinh được phân chia thành các thống. Một số trong chúng có tên gọi riêng của chính chúng, trong khi ở một số trường hợp khác hệ chỉ được chia thành các thống Hạ, Trung và Thượng (tương ứng với các thế Tiền, Trung và Hậu). Hệ Creta là một ví dụ về phân chia thành các thống Thượng Creta và Hạ Creta; trong khi hệ Than đá được phân chia thành các thống Pennsylvania và Mississippi. Năm 2008, Ủy ban Địa tầng Quốc tế (ICS) vẫn chưa đặt tên xong cho cả bốn thống trong hệ Cambri. Các thống hiện tại chỉ hạn chế trong liên giới Hiển sinh, nhưng ICS cũng đã bắt đầu để tâm tới việc phân chia ba hệ của giới Tân Nguyên sinh (các hệ Ediacara, Cryogen và Tonas) thành các thống và bậc.

### Các chủ đề liên quan
- Thời địa tầng học
- Niên đại địa chất
- Quần động vật
- Vị trí điển hình
- Danh sách các GSSA
- Danh sách các GSSP